# ドドゥーンス (小惑星)
ドドゥーンス (10068 Dodoens) は、小惑星帯にある小惑星である。ベルギーの天文学者エリック・エルストがヨーロッパ南天天文台で発見した。
16世紀の植物学者で、Cruydtboek（『草木誌』）などの著書のあるレンベルト・ドドゥーンス（Rembert Dodoens、ラテン名：レンベルトゥス・ドドネウス Rembertus Dodonaeus）から命名された。